# Drumul european E68
Drumul european E68 este o șosea care leagă Ungaria de România. Pleacă din orașul maghiar Szeged (Seghedin) și ajunge la Brașov, România. Are o lungime totală de 529 de kilometri, din care 52 de kilometri, pe teritoriul Ungariei, iar 477 de kilometri, pe teritoriul României.

## Itinerar
- Ungaria
  - Seghedin (E75)
  - Macău
- România
  - Nădlac
  - Pecica
  - Arad (E671)
  - Lipova
  - Deva (E79)
  - Simeria (E79)
  - Orăștie
  - Sebeș (E81)
  - Sibiu
  - Șelimbăr (E81)
  - Făgăraș
  - Brașov (E60, E574)